# 김벌래
김벌래(金伐來, 본명: 김평호, 본명 한자: 金平昊, 1941년 7월 28일 ~ 2018년 5월 21일)는 대한민국의 음향 연출 감독이다.

## 경력

### 주요 경력
- 1960년 연극연출가 데뷔.
- 1961년 서울중앙방송 음향효과감독 입사. 3년간 직위.
- 1964년 TBC 동양방송 음향효과감독으로 이적.
- 1974년 TBC 동양방송 음향효과감독 직위 퇴임.
- 1975년 38오디오 사장 취임 이후 광고 시장 진출.

## 학력
- 1954년 용인국민학교
- 1957년 태성중학교
- 1960년 체신고등학교 행정학과

## 작품

### 영화 음향 감독작
- 1976년 《철인 007》

### 광고
- 1980년 ~ 1987년 한국바이엘약품 (탈시드)
- 1989년 금복주
- 1989년 대일화학 (마즈렌S)

## 출연작

### 영화
- 1982년 《내일은 야구왕》 ... (조연)

## 이외 출연작

### TV 프로그램
- 1987년 MBC 드라마 《MBC 베스트셀러극장 - 156회-녹》
- 2001년 MBC 문화방송 《성공시대》
- 2006년 KBS2 드라마 《눈의 여왕》 조연.

## 수상 경력
- 1988년 대한민국 문화상
- 1988년 한국영화진흥공사 금관상
- 1991년 대한민국 문화부 문화가족상
- 1993년 제1회 에밀레대상
- 1993년 대한민국영상음반대상 골든비디오상
- 2018년 제9회 대한민국 대중문화예술상 대통령 표창